# 541년

## 연호
- 남량(南梁) 대동(大同) 7년
- 동위(東魏) 흥화(興和) 3년
- 서위(西魏) 대통(大統) 7년
- 신라(新羅) 건원(建元) 6년

## 기년
- 남량(南梁) 무제(武帝) 40년
- 동위(東魏) 효정제(孝靜帝) 8년
- 서위(西魏) 경문제(景文帝) 7년
- 신라(新羅) 진흥왕(眞興王)  2년
- 고구려(高句麗) 안원왕(安原王) 11년
- 백제(百濟) 성왕(聖王) 19년

## 사건
- 토틸라가 동고트왕국의 제6대 국왕이 되다.

## 탄생
- 수나라의 초대 황제 수 문제 양견

## 사망
- 동고트 왕국의 5대 국왕 일디바드.